# Friends That Break Your Heart
SeventFriends That Break Your Heart è il quinto album in studio del cantautore e produttore inglese James Blake, pubblicato nel 2021.

## Tracce
1. Famous Last Words – 4:16
2. Life Is Not the Same – 3:19
3. Coming Back (featuring SZA) – 3:15
4. Funeral – 2:35 (Litherland)
5. Frozen (featuring JID & SwaVay) – 3:56
6. I'm So Blessed You're Mine – 3:15
7. Foot Forward – 2:33
8. Show Me (featuring Monica Martin) – 3:38
9. Say What You Will – 4:40
10. Lost Angel Nights – 3:59
11. Friends That Break Your Heart – 3:21
12. If I'm Insecure – 4:55